# Административна подела Северне Кореје
Северна Кореја је независна држава која се налази на Корејском полуострву. Граничи се Јужном Корејом на југу, Кином на северу и Русијом на североистоку. Главни град је Пјонгјанг. Северна Кореја има тростепену административну поделу. Највиши степен су провинције, следе градови са специјалним статусом и окрузи.

## Подела
Северна Кореја се састоји од девет провинција и два града са специјаним статусом.
|    | M-C Romaja       | KPS Romaja | Чосон гул | Ханџа    | Админ. ниво            | Гл. град    | Регион  | ISO 3166-2 |
| -- | ---------------- | ---------- | --------- | -------- | ---------------------- | ----------- | ------- | ---------- |
| 1  | Пјонгјанг        |            | 평양시    | 平壤市   | Град са спец. статусом | (Пјонгјанг) | Квансо  | KP-01      |
| 2  | Расон            |            | 라선시    | 羅先市   | Град са спец. статусом | (Расон)     | Кванбук | KP-13      |
| 3  | Јужни Пјонган    |            | 평안남도  | 平安南道 | провинција             | Пјонгсон    | Квансо  | KP-02      |
| 4  | Северни Пјонган  |            | 평안북도  | 平安北道 | провинција             | Синиџу      | Квансо  | KP-03      |
| 5  | Чаганг           |            | 자강도    | 慈江道   | провинција             | Канге       | Квансо  | KP-04      |
| 6  | Јужни Хвангхе    |            | 황해남도  | 黃海南道 | провинција             | Хеџу        | Хесо    | KP-05      |
| 7  | Северни Хвангхе  |            | 황해북도  | 黃海北道 | провинција             | Саривон     | Хесо    | KP-06      |
| 8  | Кангвон          |            | 강원도    | 江原道   | провинција             | Вонсан      | Квандон | KP-07      |
| 9  | Јужни Хамгјонг   |            | 함경남도  | 咸鏡南道 | провинција             | Хамхунг     | Кванам  | KP-08      |
| 10 | Северни Хамгјонг |            | 함경북도  | 咸鏡北道 | провинција             | Чонгџин     | Кванбук | KP-09      |
| 11 | Јанганг          |            | 량강도    | 兩江道   | провинција             | Хесанn      | Кванам  | KP-10      |